# Matthew Luo Duxi
Matthew Luo Duxi (* 2. Juli 1919 in Renshou, Sichuan, China; † 4. Dezember 2009) war katholischer Bischof von Leshan.
Luo Duxi stammte aus einer katholischen Familie. Er studierte von 1946 bis 1956 im Priesterseminar in Chengdu. Aufgrund der politischen Lage konnte eine Priesterweihe zunächst nicht stattfinden, anstatt dessen stand er unter staatlicher administrativer Kontrolle von 1958 bis 1972 und war als Bauer tätig.
1981 holte ihn der romtreue Bischof Paul Deng Jizhou zurück in den Kirchendienst und spendete ihm 1983 die Priesterweihe. 1987 wurde er Generalvikar von Leshan. Bischof John Chen Shizhong weihte ihn am 21. September 1993 zum ersten Bischof des Bistums Leshan. Er wurde durch die chinesischen Behörden akzeptiert und erhielt später die Anerkennung der römischen Kurie.